# ن. رافي
ن. رافي (بالهندية: एन. रवि؛ بالإنجليزية: N. Ravi) هو مؤلف وصحفي هندي، ولد في 1948 في تشيناي في الهند.